# Ламма
Ла́мма (англ. Lamma, иер. 南丫島, кант.-рус. Намъатоу, кит.-рус. Наньядао), также Боляочжоу (иер. 博寮洲, кант.-рус. Поклиучау) — остров в Южно-Китайском море, четвёртый по площади остров Гонконга.

## География
Остров Ламма расположен в 5 километрах к юго-западу от острова Гонконг. Ламма имеет форму двух соединенных своими основаниями латинских букв Y. Вытянут с севера на юг и имеет около 7 километров в длину и в своей центральной части около 2 километров в ширину. Площадь 13,55 км². Население острова относительно небольшое (7,5 тысяч жителей), жители проживают в основном в двух крупных поселках — Юнг-Шю-Ван (Юнсювань?, Yung Shue Wan), расположенном в северной части острова, и Сок-Кво-Ван (Соккувань?, Sok Kwo Wan), находящемся на восточном берегу Ламмы. Кроме них на острове есть ещё 10 небольших деревень. Поселок Юнг Шу Ван имеет регулярное паромное сообщение с центром Гонконга (время в пути около 30 минут).

## Туризм
Остров Ламма на фоне Гонконга выглядит спокойным местом и привлекает туристов. На острове запрещено строить здания выше трех этажей, практически отсутствуют автомобили. Основной способ передвижения на Ламме — пешком и на велосипеде. Вместо автодорог здесь представлены в основном пешеходные тропы и велодорожки. Очень популярен также прокат лодок, на которых можно попасть в разные бухты острова. Общая длина пляжей острова составляет около 15 километров. На пляжах широко представлены разные виды спорта — яхтинг, теннис, крикет и сквош. На Ламме постоянно живут не только китайцы, но также и иностранцы. Остров имеет репутацию «тихого места», но при этом привлекает внимание хиппи и других неформалов. Несколько ослабляет приток туристов на остров наличие крупной угольной ТЭС, которая снабжает электроэнергией соседний остров Гонконг.
Крупной достопримечательностью Ламмы являются находящиеся неподалеку от Сок-Кво-Ван туннели, так называемые Гроты Камикадзе. Это — туннели, построенные японцами, занявшими Гонконг во время Второй мировой войны. Тогда в гротах размещались лодки, на которых камикадзе участвовали в атаках на войска союзников.

## Интересные факты
- На Ламме родился популярный актёр Чоу Юньфат.
- На пляже около маленькой деревеньки Шам-Ван ежегодно с апреля по октябрь происходит гнездование редких зеленых черепах.
- На острове расположены три храма, посвященных небесной покровительнице моряков и рыбаков Тин-хау в традиционной китайской религии. В честь неё на 23 день третьего месяца по китайскому лунному календарю проходят ежегодные фестивали.
- 2 октября 2012 года около острова произошло крупное кораблекрушение.
- В посёлке Сок-Кво-Ван есть тематический парк «Деревня рыбака», в парке можно узнать как ставить на лодки паруса, как увеличить рыбный улов, как чинить сети и ремонтировать рыбацкие лодки.